# Calystryma malta
Calystryma malta är en fjärilsart som beskrevs av William Schaus 1902. Calystryma malta ingår i släktet Calystryma och familjen juvelvingar. Inga underarter finns listade i Catalogue of Life.